# Николаус Федерман
Николаус Федерман (на немски: Nicolaus Federmann; на испански: Nicolás de Federmán) е немски авантюрист и конкистадор.

## Биография

### Младост
Роден е около 1505 година в Улм, провинция Баден-Вюртемберг, Свещена Римска империя (днес в Германия). Действайки в интерес на аугсбургските банкери и на основание на тяхното съглашение с испанската корона, през 1529 година Федерман е изпратен да усвоява територията на днешна Венецуела. През 1530 г. се заема с превоз и настаняване на преселници от Аугсбург и Нюрнберг във Венецуела, но след пристигането на новия представител на банкерската къща Амброзиус Ехингер е бил длъжен да прекрати дейността си и да се оттегли, но подмамен от слуховете за златния „Елдорадо“ се впуска в авантюристичен поход във вътрешността на страната.

### В търсене на „Елдорадо“ (1530 – 1542)
През септември 1530 година, без съгласието на испанските власти, със 110 пехотинци, 16 конници и 100 индианци носачи тръгва от Коро на юг. Пресича платото Сеговия, заобикаля от североизток хребета Кордилера де Мерида и прониква в долината на река Кохедес (ляв приток на Португеса, от басейна на Ориноко). Оттам продължава на югозапад и достига до река Португеса (ляв приток на Апуре, от басейна на Ориноко), където местните индианци оказват силен отпор на конкистадорите и те са принудени да се завърнат в Коро безславно.
След завръщането си Федерман е арестуван от новия наместник Ехингер и изпратен в Европа. По време на четиригодишното си пребиваване в Европа Федерман съчинява описание на похода си, което е публикувано през 1557 година.
През 1536 година Федерман отново се връща във Венецуела и предприема нов поход за откриването на „Елдорадо“. Преминава по източните склонове на Кордилерите, основава град Риоача, по пътя на търговците на сол пресича Източните Анди и реките Мета и Касанаре и през февруари 1539 година достига до Богота. Там той заварва два многочислени испански отряда възглавявани от Гонсало де Кесада и Себастиян де Белалкасар и между тримата започва спор кой да управлява плодородната провинция. Спорът се затяга и Федерман заминава за Европа, за да търси правата си, но още с пристигането си е арестуван и обвинен в нарушаване на договора и преразход на средства. По причина, че няма средства да откупи свободата си, както е било прието тогава, е хвърлен в затвора в Антверпен. След известно време Федерман намира необходимите средства да откупи свободата си, продължава своите спорове с всемогъщите банкери пред съда, отначало в Антверпен, след това в Гент и накрая във Валядолид, където умира през февруари 1542 година.